# فرانك هيرمان
فرانك هيرمان (بالإنجليزية: Frank Herrmann)‏ هو لاعب كرة قاعدة أمريكي، ولد في 30 مايو 1984 في روثرفورد في الولايات المتحدة.

## وصلات خارجية
- فرانك هيرمان على موقع دوري كرة القاعدة الرئيسي (الإنجليزية)
- فرانك هيرمان على موقع الدوري الياباني لكرة القاعدة (الإنجليزية)
- فرانك هيرمان على موقعبيزبول رفرنس.كوم (الدوري الرئيسي) (الإنجليزية)
- فرانك هيرمان على موقعبيزبول رفرنس.كوم (الدوري الثانوي) (الإنجليزية)
- فرانك هيرمان على موقع إي إس بي إن.كوم (أم.أل.بي) (الإنجليزية)
- فرانك هيرمان على موقع مشجعي الرسوم البيانية (الإنجليزية)